# Индиос
«Индиос» (исп. Club de Futbol Indios de Ciudad Juarez) — бывший мексиканский футбольный клуб из города Сьюдад-Хуарес (штат Чиуауа).

## История
«Индиос» — один из самых молодых футбольных клубов Мексики, был образован в 2005 году. Изначально являлся фарм-клубом клуба высшего дивизиона «Пачуки», и выступал во втором дивизионе чемпионата Мексики. Уже в Клаусуре 2006 года клуб имел шанс выйти в Высший дивизион, но проиграл в финале и уступил это место клубу «Керетаро». Но впоследствии «Индиос» всё-таки смог пробиться в Примеру и начал там своё выступление с чемпионата Апертуры 2008 года. В своём первом сезоне в Высшей лиге «Индиос» сумел на начальном этапе опередить такие именитые клубы как «Америка» и «Гвадалахара», а в четвертьфинале по сумме двух матчей побил ещё одного гранда — «Толуку», обыграв соперников дома со счётом 1:0 и сыграв на выезде нулевую ничью. В полуфинале индейцы уступили «Пачуке» — команды обменялись гостевыми победами, но по сумме двух матчей «Пачука» выиграла со счётом 4:3. Выход в полуфинал пока остаётся наивысшим достижением клуба. В сезоне Апертуры 2009 «Индиос» установил антирекорд — ни в одном из 17 матчей не сумел одержать победу, и с 6-ю очками занял последнее место в чемпионате. В 2011 году клуб из-за финансовых проблем прекратил своё существование. В мае 2012 года была создана новая футбольная команда, являющаяся преемником расформированной — «Индиос УАСХ», выступающая в Сегунде, третьем дивизионе страны.

## Стадион
«Индиос» проводил свои матчи на «Олимпийском стадионе Бенито Хуарес», который принадлежит Университету Сьюдад-Хуарес. Вместимость стадиона составляет 22 300 человек. Планировалась постройка нового стадиона «Арена Индиос» рассчитанного 40 тысяч зрителей

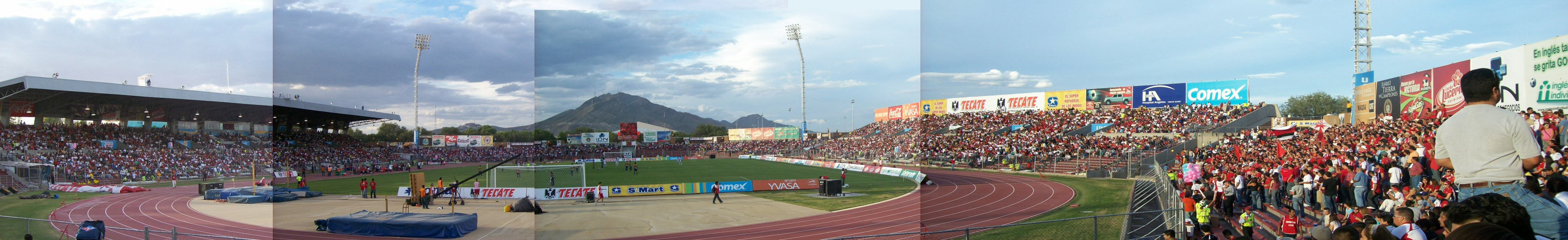
Панорама «Олимпийского стадиона Бенито Хуарес».